# 普利姆·拉达纳让瓦塔那
普利姆·拉达纳让瓦塔那（羅馬化：Purim Rattanaruangwattana，1997年5月21日─—），汉名吴梦凡，小名Pluem。出生於清邁府的泰國男演員與男歌手。

## 出道經歷
吳夢凡兒時的夢想為警察，為了報考警校去上補習班，路過電影導演楚克‧薩克瑞科工作室被相中，2013年16歲出演處女作《痞客青春》（Grean Fictions）。

## 個人背景
父親為中國人，母親為泰國人，有一位大四歲的哥哥(小名Boom)。吳夢凡說著一口曼谷口音的泰北方言。
自幼稚園大班開始就讀清邁省王子皇家私立學院，至2016年畢業 ；於該校高中部時研讀《藝術語言科》，專攻中文，能做簡單自我介紹。目前就讀清邁大學《政治科學與公共關係》學院 ，自我期許學分不能低於3.00。
曾是羽毛球運動員，但一次打球因姿勢不對與地面濕滑而致腿骨折，醫生建議休養不宜強度訓練。喜愛羽球的原因，源自於幼時沉迷電玩，父親以運動轉移注意力，爾後愛上了羽毛球。2015年以學生運動員身分參加泰國清邁府羽球競賽，最終比賽成績為男子單打第二名。2017年為清邁大學羽毛球新生盃男子單打冠軍。
於2012年、2014年就讀清邁王子皇家私立學院時，獲得田徑1500米第一名。
個性開朗，自認善於觀察細節，對心理學、經濟學與政治學感興趣。《心理學》為目前就讀大學科系的必修課，喜愛原因源自於：想要幫助別人，亦有助於瞭解扮演角色。 吳夢凡說：「也許我們只是渴望被理解，如果我能帮助他。 何樂而不為，不是嗎？」
父親支持吳夢凡培養音樂興趣，亦源自於轉移電玩成癮；學習過吉他，但同時期相較之下更喜歡羽球，故不專精。2015年因出演電視劇《展翅飛翔》中的樂團貝斯手，而重拾對音樂的熱愛，爾後正式成為樂團Sleeprunway的貝斯手。 2015年樂團成員另四人為主唱兼吉他手吉拉育·拉翁玛尼（Kao） 、吉他手可林桑拉铺·皮木颂克朗（JJ） 、鍵盤手Nontanan Anchuleepradit（Kacha）與鼓手Chalat Gamol（Pond），2016年該樂團改組後退團。
喜歡顏色為黑與白。不挑食，但更喜歡甜食馬卡龍。害怕活魚，源自於小時候想要救蹦出池子的魚，但其活跳跳的勁道嚇懵了幼小心靈。

## 影視作品

### 電視劇
| 年份   | 劇名                                  | 角色          | 备注     | 參考   |
| ------ | ------------------------------------- | ------------- | -------- | ------ |
| 2013年 | 水牛樂團－彈珠                        | Nui           |          |        |
| 2014年 | 痞客影棚                              | Mon           | 主角     | [ 14 ] |
| 2015年 | 展翅飛翔                              | Nun           | 主角     | [ 15 ] |
| 2015年 | Wifi時代－32-34 跨時代愛情            | James         |          | [ 16 ] |
| 2016年 | Love Songs Love Stories－我們擁有我們 | Weera         | 主角     | [ 17 ] |
| 2016年 | Love Songs Love Stories－感謝與我相愛 | Nan           | 配角     |        |
| 2017年 | Love Songs Love Stories－感謝與我相殺 | Nan           | 配角     |        |
| 2017年 | 舞動奇蹟                              | Ryu           | 主角     |        |
| 2017年 | 我親愛的失敗者 – 十七歲的你我         | In            | 主角     |        |
| 2017年 | Please...靈魂之聲                     | 鬼魂          | 特別出演 |        |
| 2017年 | 我親愛的失敗者 – 永遠幸福快樂         | In            | 特別出演 |        |
| 2018年 | 生日快樂                              | Tonmai        | 主角     |        |
| 2018年 | 我們的天空                            | In            | 主角     |        |
| 2019年 | 一夜暴福                              | Nueng         | 配角     |        |
| 2020年 | 天使在身邊                            | 天使          | 特別出演 |        |
| 2020年 | 朋友界限2：危險領域                   | Locker        | 主角     |        |
| 2021年 | 你的甜品我的愛                        | Krathing      | 主角     |        |
| 2022年 | P.S. I Hate You                       | Non（Chanon） | 主角     |        |
| 2022年 | 十年後的電影票                        | Mai           | 配角     |        |
| 2023年 | 別動我兄弟                            | Ohm           | 主角     |        |

### 電影
| 年份   | 電影           | 角色  | 备注 |
| ------ | -------------- | ----- | ---- |
| 2013年 | Grean Fictions | Mon   | 主角 |
| 2017年 | 暹羅廣場       | Muwan | 配角 |

## 音樂作品
| 年份   | 歌曲名                                                          | 演唱者或樂團                           | 性質                |
| ------ | --------------------------------------------------------------- | -------------------------------------- | ------------------- |
| 2013年 | MV《我不夠傻》                                                  | เป้ จักรพงศ์ （Pae Jakrapong Tienvichit） | 參演                |
| 2015年 | 電視劇《展翅飛翔》主題曲MV《迎風前行》                          | 樂團Sleeprunway                        | 貝斯手與參演        |
| 2015年 | 《ยังทันไหม》                                                     | 樂團Sleeprunway                        | 貝斯手與主唱        |
| 2015年 | 電視劇《展翅飛翔》原聲帶《เผื่อเธอยังไม่รู้》                         | 樂團Sleeprunway                        | 貝斯手與參演        |
| 2015年 | 電視劇《展翅飛翔》原聲帶《ฝันของเรา》                            | 樂團Sleeprunway                        | 貝斯手 、參演與合唱 |
| 2016年 | MV 《บนฟ้า》                                                     |                                        | 合唱                |
| 2017年 | MV 《情願》                                                     | 樂團Ler Ler                            | 參演                |
| 2017年 | 《My Dear Loser》系列劇之《十七歲的你我》 原聲帶MV 《放開自己》 | 樂團Lipta                              | 參演                |
| 2017年 | 《My Dear Loser》系列劇之《十七歲的你我》原聲帶《不要傷害我》   | 吳夢凡                                 | 演唱                |
| 2017年 | 《My Dear Loser》系列劇之《十七歲的你我》MV《不要傷害我》       | 吳夢凡                                 | 演唱                |